# Hammondantus
Hammondantus là một chi bọ cánh cứng trong họ Scarabaeidae.